# Пархимер Аллее (станция метро)
«Пархимер Аллее» (нем. Parchimer Allee) — станция Берлинского метрополитена, расположенная на линии U7 между станциями «Блашкоаллее» (нем. Blaschkoallee) и «Бриц-Зюд» (нем. Britz-Süd) на пересечении улиц Пархимер Аллее и Фриц-Ройтер-Аллее (нем. Fritz-Reuter-Allee).

## История
Открыта 29 сентября 1963 года в составе участка «Гренцаллее» — «Бриц-Зюд». В 2000-е годы существовал проект переименования станции в «Хуфайзензидлунг» (нем. Hufeisensiedlung), но он остался нереализованным.

## Архитектура и оформление

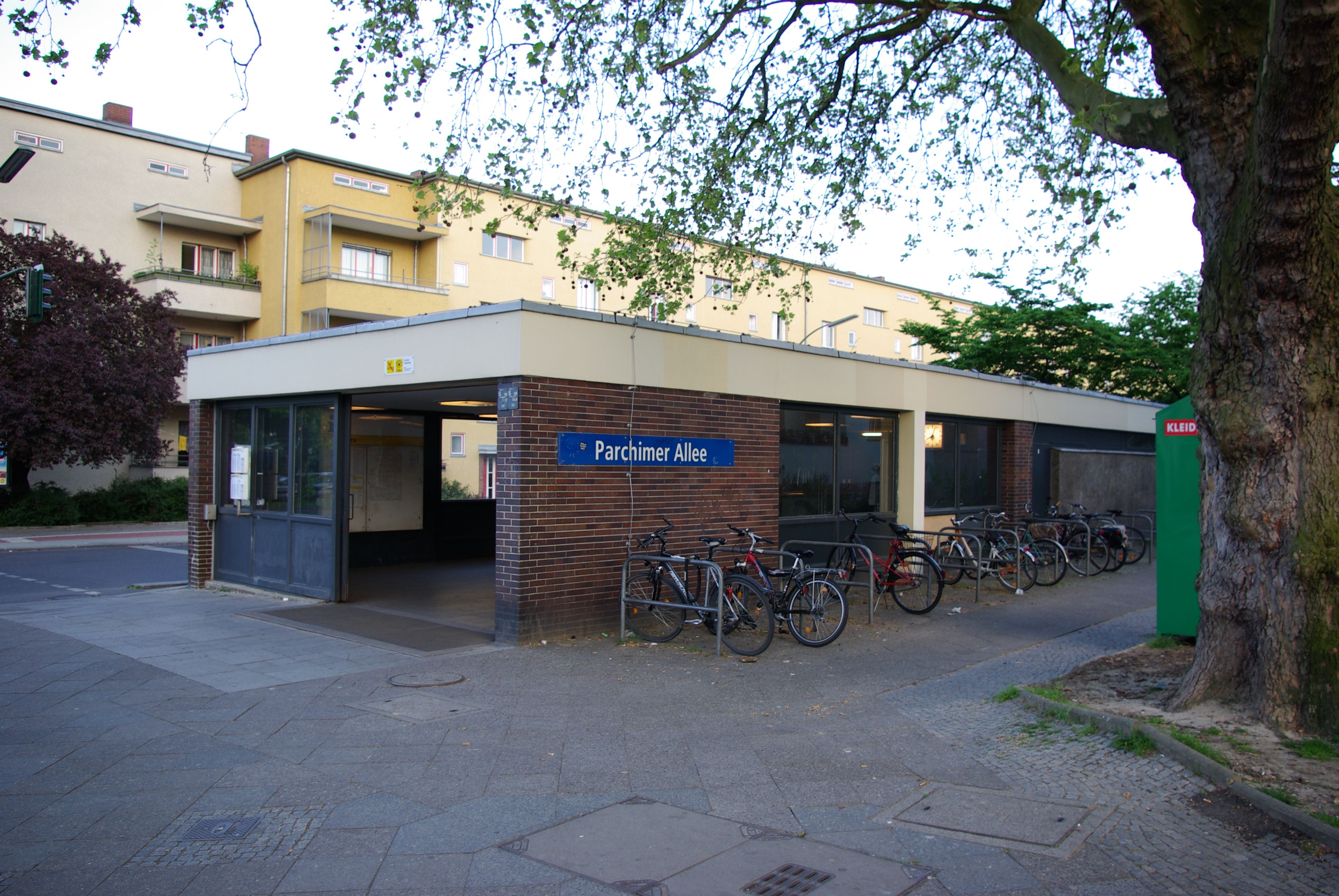
Наземный вестибюль

Двухпролётная колонная станция мелкого заложения, изогнутая. Стены облицованы синей, а колонны — белой кафельной плиткой, стилизованной под кирпич. Станция имеет два наземных вестибюля, выходы в которые расположены в торцах платформы.